# Trial & Error (serie televisiva)
Trial & Error è una sitcom statunitense creata da Jeff Astrof e Matt Miller e prodotta dalla Warner Bros. Television, trasmessa dal 14 marzo 2017 al 23 agosto 2018 su NBC per due stagioni.
Il 20 maggio 2017, NBC ha rinnovato la serie per una seconda stagione, che è stata trasmessa nell'estate 2018.
In Italia la serie va in onda dal 13 novembre 2017 su Joi.

## Trama
Larry Henderson è un eccentrico abitante di East Peck, piccola e remota cittadina ultraconservatrice della Carolina del Sud, accusato di aver ucciso la donna con cui era sposato. Gli indizi sembrano confermare la sua colpevolezza, ma potrà contare sull'assistenza di Josh Segal, giovane e brillante avvocato newyorkese convinto della sua innocenza. Josh, arrivato da New York insieme al titolare del prestigioso studio legale di cui è membro, decide infatti di continuare ad assisterlo anche quando il suo capo abbandona il caso, dopo che il facoltoso cognato dell'imputato che li aveva ingaggiati ritira il suo supporto rivoltandosi contro Larry. Rimasto a gestire da solo il caso, Josh trova come sua antagonista Carol Anne Keane, procuratrice distrettuale disposta a giocare sporco pur di sfruttare il caso di Larry come trampolino di lancio per sua carriera, ricorrendo all'aiuto di due improbabili assistenti, un bizzarro ex poliziotto del paese e una donna afflitta da vari stravaganti problemi psico-fisici (tra cui il non riconoscere i volti delle persone, neanche delle persone più a lei vicine).

## Episodi
| Stagione         | Episodi | Prima TV USA | Prima TV Italia |
| ---------------- | ------- | ------------ | --------------- |
| Prima stagione   | 13      | 2017         | 2017            |
| Seconda stagione | 10      | 2018         | 2018            |

## Personaggi e interpreti

### Personaggi principali
- Josh Segal, interpretato da Nicholas D'Agosto.
L'avvocato newyorkese che assiste Larry, scegliendo di mettere in gioco il futuro della sua carriera pur di continuare ad assisterlo in circostanza nettamente sfavorevoli.
- Carol Anne Keane, interpretata da Jayma Mays.
La procuratrice distrettuale disposta a tutto pur di far condannare Larry e trarne vantaggio per la sua carriera.
- Dwayne Reed, interpretato da Steven Boyer.
Bizzarro ex poliziotto che aiuta Josh nelle indagini.
- Anne Flatch, interpretata da Sherri Shepherd.
- Larry Henderson, interpretato da John Lithgow.
L'eccentrico imputato che non sembra avere molta empatia. Durante le indagini e il processo la sua situazione si aggrava continuamente, perdendo l'appoggio del cognato e raccogliendo l'antipatia dei media locali a causa tra l'altro della sua relazione omosessuale portata avanti durante il matrimonio e finendo persino accusato di un nuovo omicidio.
- Summer Henderson, interpretata da Krista Rodriguez.
La figlia di Larry.
- Nina Rudolph, interpretata da Amanda Payton.
- Lavinia Peck-Foster, interpretata da Kristin Chenoweth.

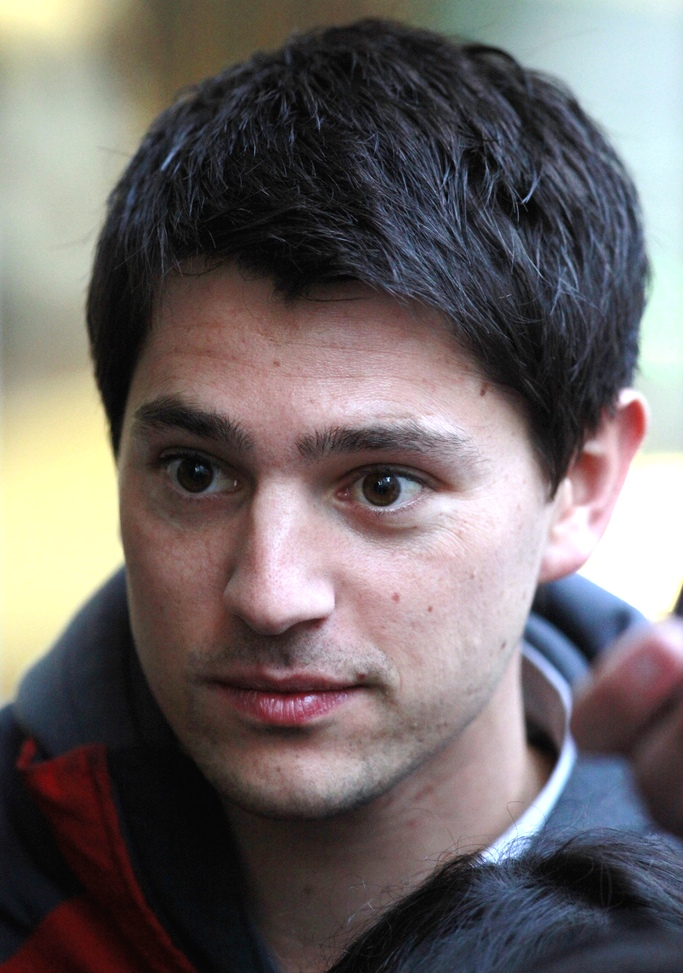
Nicholas D'Agosto
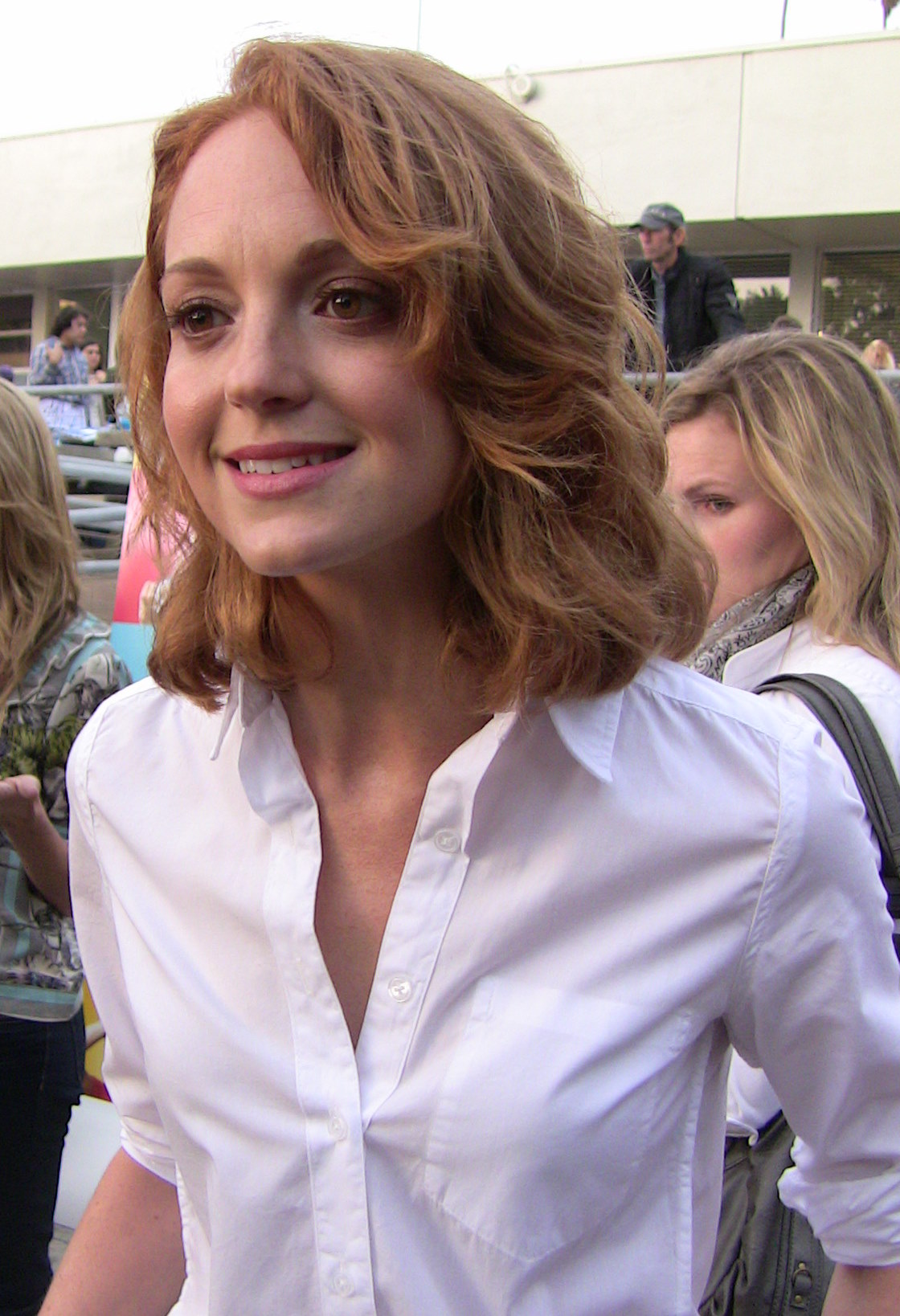
Jayma Mays
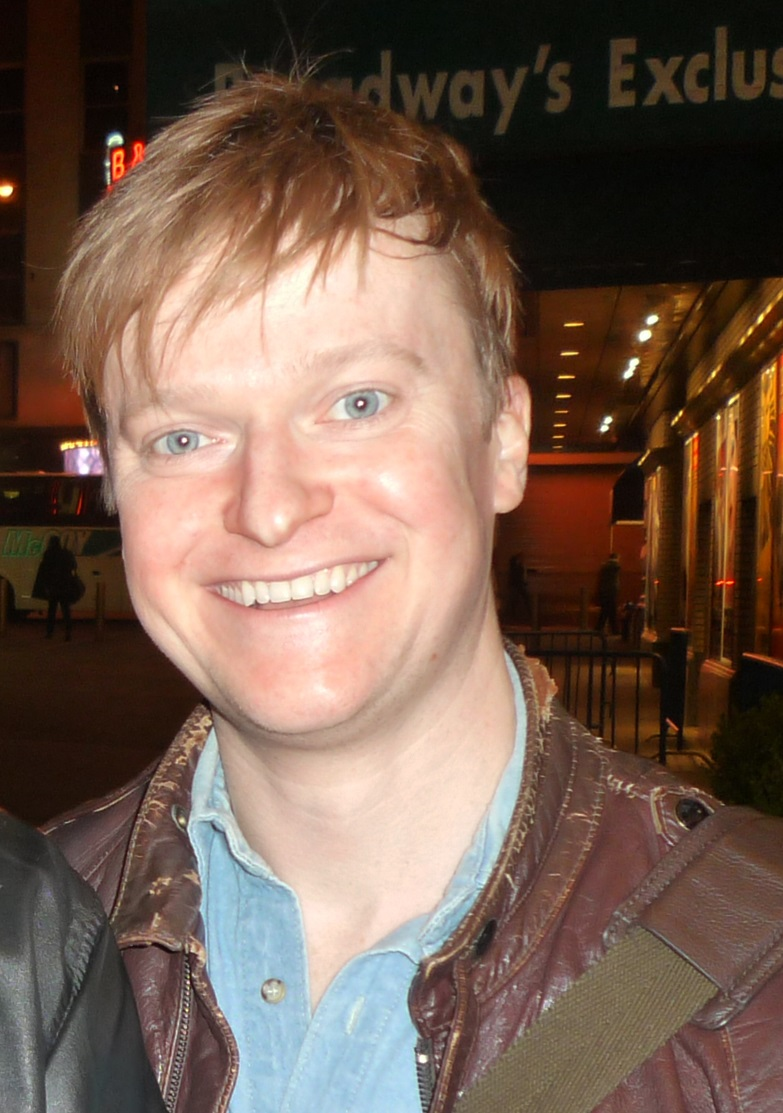
Steven Boyer
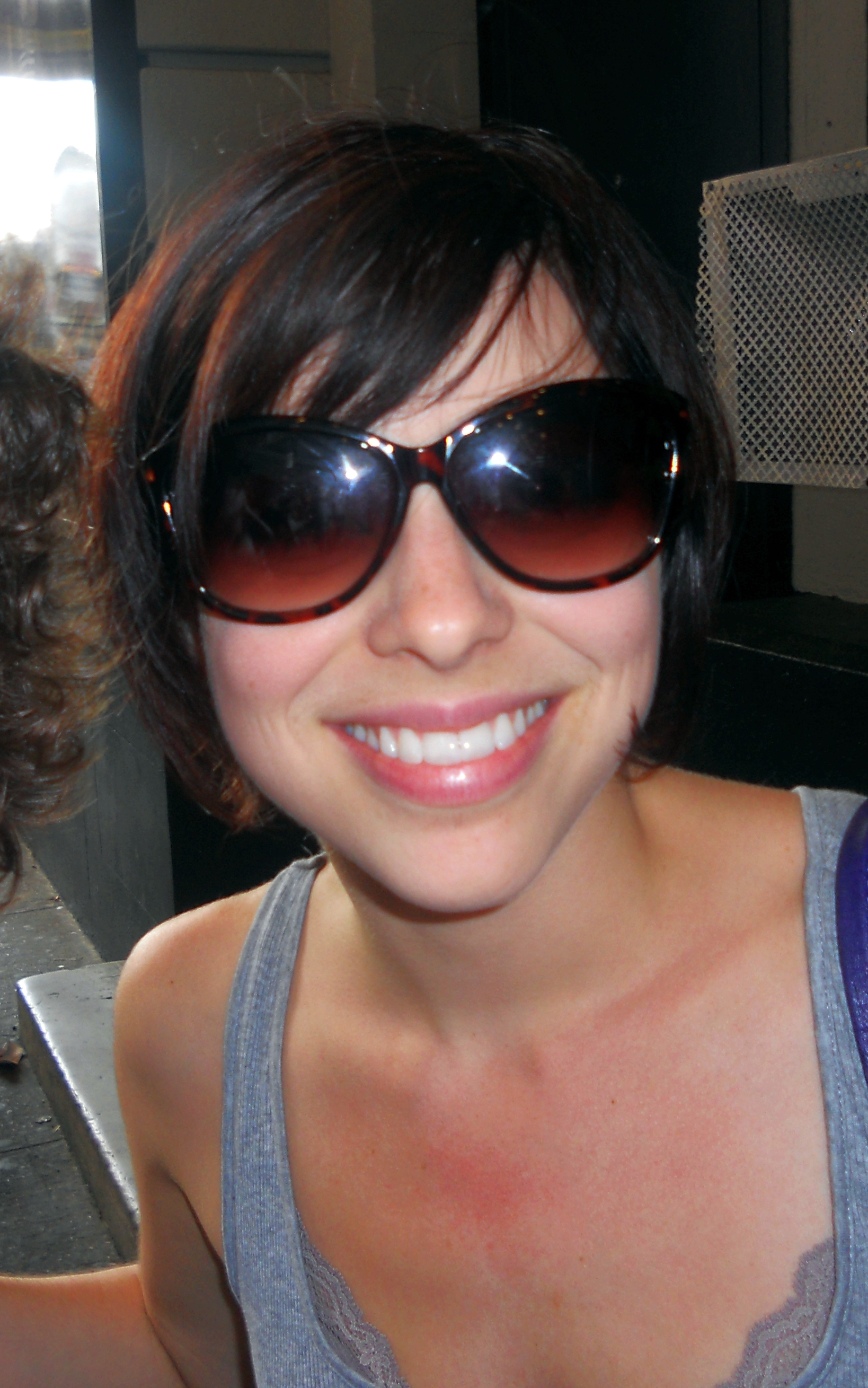
Krysta Rodriguez
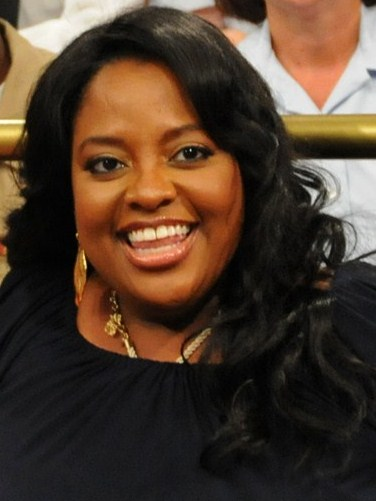
Sherri Shepherd
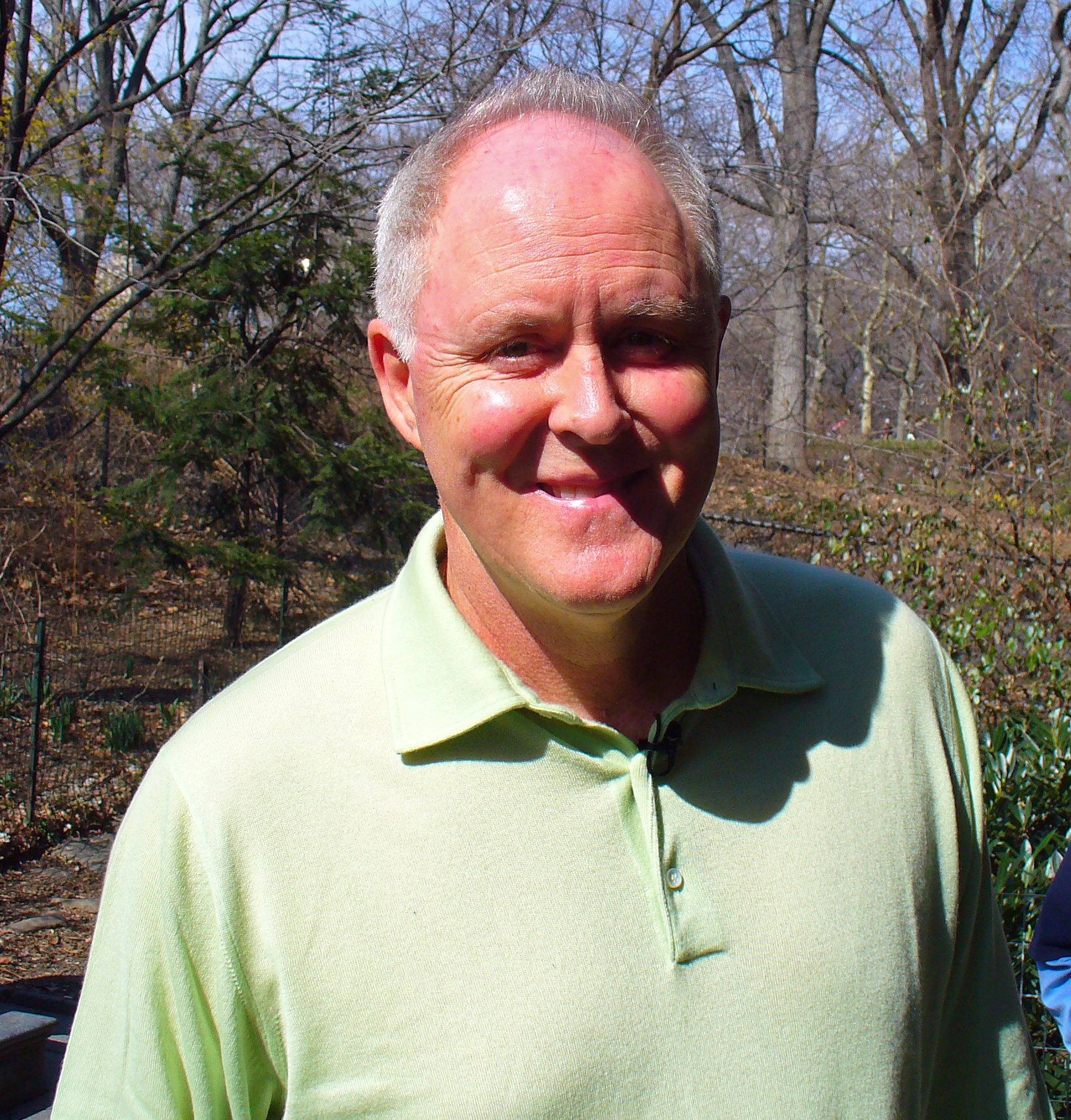
John Lithgow
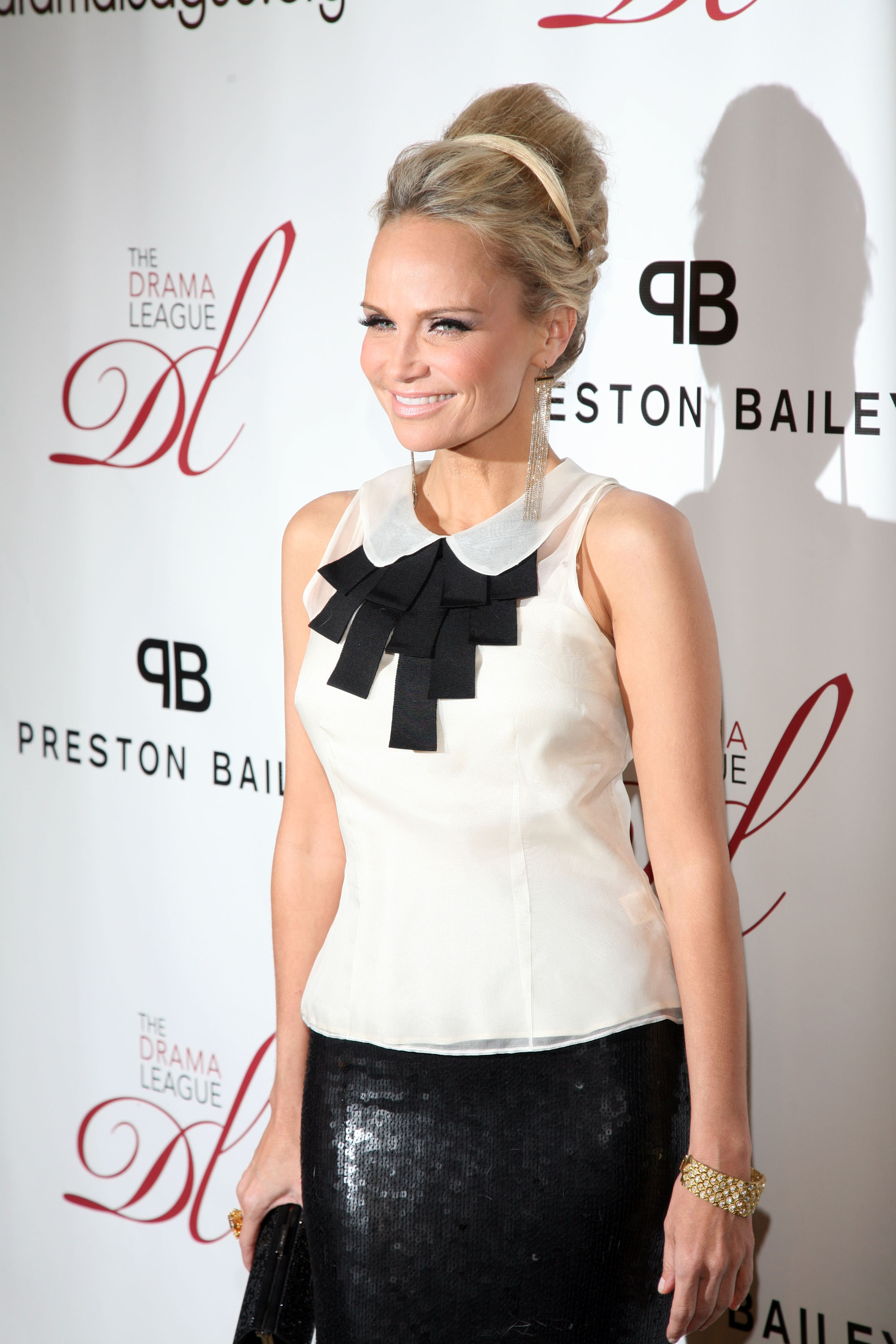
Kristin Chenoweth

### Personaggi secondari
- Jeremiah Jefferson Davis, interpretato da Bob Gunton.
Ricco imprenditore cognato di Larry. Inizialmente lo aiuta a trovare un buon avvocato ma presto diventa uno dei suoi più accaniti accusatori.
- Josie Jefferson Davis, interpretata da Cristine Rose.
Moglie di Jeremiah, la quale ha problemi di alcolismo.
- Heidi Baker, interpretata da Angel Parker.
Giornalista locale.
- Dave, interpretato da Dave Allen.
Inquietante tassidermista proprietario di un negozio adiacente all'ufficio di Josh.
- Alfonzo Prefontaine, interpretato da Kevin Daniels.
Amante di Larry.
- E. Horsedich, interpretata da Patricia Belcher.
La giudice a capo del processo contro Larry.
- Rutger Hiss, interpretato da Kevin Durand.
Poliziotto della città.
- Madame Rhonda, interpretata da Julie Hagerty.
Psichica degli animali poi divenuta giurata al processo.
- Jesse Ray Beaumont, interpretato da Michael Hitchcock.
- Judge Alexander Kamiltow, interpretato da Joel McCrary.
- Milton The Houseboy, interpretato da Serge Houde.